# Mittelmeer-Pilgermuschel
Die Mittelmeer-Pilgermuschel (Pecten jacobaeus) ist eine Muschel aus der Familie der Kammmuscheln (Pectinidae). Sie wird, genau wie die Große Pilgermuschel (Pecten maximus), auch als „Jakobsmuschel“ bezeichnet. Möglicherweise sind die beiden Arten identisch.

## Merkmale
Die Mittelmeer-Pilgermuschel wird bis zu 140 mm lang. Die beiden Gehäusehälften sind unterschiedlich geformt. Die linke Klappe (beim lebenden Tier oben) ist flach und sogar leicht nach innen gewölbt, die rechte Klappe ist dagegen beim ausgewachsenen Tier etwa 2,5 cm nach außen gewölbt. Das Gehäuse weist 14 bis 16 Rippen (Radialfalten), die einen arttypischen mehr oder weniger rechteckigen Querschnitt aufweisen. Die flache Gehäusehälfte ist einheitlich bräunlich-rötlich, die gewölbte Klappe weiß. Die Gehäuseaußenseite ist rau und mit konzentrischen und sehr feinen Schüppchenreihen besetzt. Die Hauptrippen der rechten Klappe tragen auf der Außenseite jeweils noch 4 feinere Rippen. Die Innenseite des Gehäuses ist porzellanartig glatt. Am Mantelrand sitzen Tentakeln, zwischen denen sich insgesamt 60 blaue, millimetergroße Linsenaugen befinden. Durch plötzliches Schließen der beiden Klappen des Gehäuses können sie bei Gefahr meterweit davonschwimmen.

## Verbreitung und Vorkommen
Sie hat ihr Verbreitungsgebiet im Mittelmeer und an der Südküste der Iberischen Halbinsel und lebt auf Weichböden.

## Belege